# Jaume Sagarra
Jaume Sagarra (Santa Coloma de Queralt -?; fl. 1475-1494) va ser secretari d'Alexandre VI.
L’historiador Joan Segura el va documentar a Roma el 1475, exercint de «familiar i comensal del vicecanceller cardenal Orsini». Molt possiblement es tracta d’un error de Segura, atès que en aquelles dates el vicecanceller era Roderic de Borja, futur Alexandre VI. Jaume va esdevenir-ne el secretari; en aquesta condició, va enviar el text Canonizatio Magini Martyris in Hispania montibus Bufagraniae pro Christo passi, custodiat a l’Arxiu Vaticà, al Santuari de Sant Magí de la Brufaganya.
El 1493 i 1494 es documenta un Jaume Segarra exercint tasques militars en la defensa de Monreale, i també en el castell de Ronciglione i Tivoli contra les tropes de Carles VIII de França. No hi ha indicis concloents per saber si es tracta d’una coincidència onomàstica o es tracta de la mateixa persona.